# Kepler-86
El Kepler-86, PH-2 o KIC 12735740 és una estrella tipus G situada a aproximadament 1.205,9 anys llum de distància. S'ubica a la Constel·lació del Cigne. Es calcula que compta amb gairebé la mateixa mida i temperatura que el Sol. Ph-2 guanyà prominència quan es va conéixer per ésser l'amfitrió d'un dels 42 exoplanetes candidats per contrindre vida pel projecte de ciència ciutadana Planet Hunters en la seva segona publicació de l'informe. El candidat que orbita el Kepler-86 s'anomena Kepler-86b (O PH-2b) ha sigut confirmat oficialment com un planeta.
El Kepler-86b es localitza a la zona habitable respecte a la seva estrella mare. És un gegant gasós de la mida aproximada de Júpiter. S'especula que pot tenir un exosatèl·lit natural també adequat per a la vida. El report de confirmació del descobriment fou presentat el 3 de gener del 2013. Fou descobert per l'astrònom amateur polonès Rafał Herszkowicz amb el seu ordinador portàtil i accés al projecte d'internet amb dades de l'observatori espacial Kepler.

## Sistema planetari
El Kepler-86 ha sigut confirmat com a amfitrió d'un planeta, que manté una òrbita la qual triga un període d'aproximadament 282 dies en completar, possibilitant la hipòtesi que hi hagi exosatèl·lits a la zona. La temperatura a l'atmosfera superior oscil·la entre 185 K (−88 °C) i 303 K (30 °C), assegurant una temperatura que pot permetre la vida. En cas que existís un exosatèl·lit per al Ph2 b tindria «un nucli rocós, a més d'un ambient d'hivernacle amb aigua líquida a la seva superfície», en les paraules dels estudiosos, el que incrementa encara més les seves possibilitats de contenir vida.